# Chromosome 9 humain

Paire de chromosomes 9.

Le chromosome 9 est un des 24 chromosomes humains (constituant l'une de ses 23 paires de chromosomes). C'est l'un des 22 autosomes. Il a été séquencé au Royaume-Uni et en Allemagne[réf. nécessaire].

## Caractéristiques du chromosome 9
- Nombre de paires de base : 138 429 268
- Nombre de gènes : 919
- Nombre de gènes connus : 778
- Nombre de pseudo gènes : 309
- Nombre de variations des nucléotides (S.N.P ou single nucleotide polymorphisme) : 449 980

## Gènes localisés sur le chromosome 9
C'est sur la paire de chromosomes n°9 que se trouvent les gènes responsables du groupe sanguin d'un individu. Il existe quatre groupes sanguins : A, B, O & AB.

## Maladies localisées sur le chromosome 9
- La nomenclature utilisée pour localiser un gène est décrite dans l'article de celui-ci
- Les maladies en rapport avec des anomalies génétiques localisées sur le chromosome 9 sont :

| Maladies localisées sur le chromosome 9                    | Maladies localisées sur le chromosome 9 | Maladies localisées sur le chromosome 9 | Maladies localisées sur le chromosome 9 | Maladies localisées sur le chromosome 9 | Maladies localisées sur le chromosome 9 |
| ---------------------------------------------------------- | --------------------------------------- | --------------------------------------- | --------------------------------------- | --------------------------------------- | --------------------------------------- |
| Pathologie                                                 | Transmission                            | O.M.I.M                                 | Locus                                   | Gène                                    | Protéine codée par le gène              |
| Bras long                                                  |                                         |                                         |                                         |                                         |                                         |
| Lipodystrophie congénitale de Berardinelli-Seip            | Récessive                               | 269700                                  | q34.3                                   | AGPAT2                                  |                                         |
| Syndrome d'Ehlers-Danlos type classique                    | Dominante                               |                                         | q34.2                                   |                                         |                                         |
| Nail-Patella syndrome                                      | Dominante                               |                                         |                                         |                                         |                                         |
| Maladie de Rendu-Osler                                     | Dominante                               |                                         | q34.1                                   |                                         |                                         |
| Sclérose tubéreuse de Bourneville                          |                                         |                                         | Q34                                     |                                         |                                         |
| Syndrome de Walker-Warburg                                 | Récessive                               |                                         | q34                                     |                                         |                                         |
| Citrullinémie                                              | Récessive                               |                                         | q34                                     |                                         |                                         |
| Déficit en dopamine bêta-hydroxylase                       | Récessive                               |                                         | q34                                     |                                         |                                         |
|                                                            |                                         |                                         |                                         |                                         |                                         |
|                                                            |                                         |                                         |                                         |                                         |                                         |
|                                                            |                                         |                                         | q33                                     |                                         |                                         |
|                                                            |                                         |                                         |                                         |                                         |                                         |
|                                                            |                                         |                                         |                                         |                                         |                                         |
|                                                            |                                         |                                         |                                         |                                         |                                         |
|                                                            |                                         |                                         |                                         |                                         |                                         |
|                                                            |                                         |                                         |                                         |                                         |                                         |
|                                                            |                                         |                                         |                                         |                                         |                                         |
|                                                            |                                         |                                         |                                         |                                         |                                         |
|                                                            |                                         |                                         |                                         |                                         |                                         |
|                                                            |                                         |                                         |                                         |                                         |                                         |
|                                                            |                                         |                                         |                                         |                                         |                                         |
|                                                            |                                         |                                         |                                         |                                         |                                         |
|                                                            |                                         |                                         |                                         |                                         |                                         |
|                                                            |                                         |                                         |                                         |                                         |                                         |
|                                                            |                                         |                                         | q32                                     |                                         |                                         |
|                                                            |                                         |                                         |                                         |                                         |                                         |
|                                                            |                                         |                                         |                                         |                                         |                                         |
| Dystrophie musculaire des ceintures type 2H                |                                         |                                         | q31                                     |                                         |                                         |
| Syndrome de Fukuyama                                       | Récessive                               |                                         | q31                                     |                                         |                                         |
|                                                            |                                         |                                         |                                         |                                         |                                         |
|                                                            |                                         |                                         |                                         |                                         |                                         |
|                                                            |                                         |                                         |                                         |                                         |                                         |
| Nævomatose basocellulaire                                  | Dominante                               |                                         | q22.3                                   |                                         |                                         |
| Syndrome de Robinow                                        | Récessive                               |                                         | q22                                     |                                         |                                         |
|                                                            |                                         |                                         |                                         |                                         |                                         |
|                                                            |                                         |                                         | q31                                     |                                         |                                         |
| Neuropathie héréditaire sensitive et autonomique de type I |                                         |                                         | Q22.1                                   |                                         |                                         |
|                                                            |                                         |                                         | q22                                     |                                         |                                         |
| Lymphohistiocytose familiale                               | Récessive                               |                                         | q21.3-q22                               | PRF1                                    |                                         |
| Neuroacanthocytose                                         |                                         |                                         | q21                                     |                                         |                                         |
|                                                            |                                         |                                         | q21                                     |                                         |                                         |
|                                                            |                                         |                                         |                                         |                                         |                                         |
|                                                            |                                         |                                         |                                         |                                         |                                         |
| Holoproencéphalie                                          |                                         |                                         | q22                                     |                                         |                                         |
|                                                            |                                         |                                         |                                         |                                         |                                         |
|                                                            |                                         |                                         | q21                                     |                                         |                                         |
|                                                            |                                         |                                         |                                         |                                         |                                         |
|                                                            |                                         |                                         |                                         |                                         |                                         |
| Ataxie de Friedreich                                       | Récessive                               |                                         | Q13                                     |                                         | Fratraxine                              |
| Surdité d'origine génétique                                | Dominante                               |                                         | q13                                     |                                         |                                         |
|                                                            |                                         |                                         |                                         |                                         |                                         |
|                                                            |                                         |                                         | q12                                     |                                         |                                         |
|                                                            |                                         |                                         |                                         |                                         |                                         |
|                                                            |                                         |                                         | q12                                     |                                         |                                         |
|                                                            |                                         |                                         | q12                                     |                                         |                                         |
|                                                            |                                         |                                         | q12                                     |                                         |                                         |
|                                                            |                                         |                                         | Q12                                     |                                         |                                         |
|                                                            |                                         |                                         | q12                                     |                                         |                                         |
|                                                            |                                         |                                         | q11                                     |                                         |                                         |
|                                                            |                                         |                                         | q11                                     |                                         |                                         |
|                                                            |                                         |                                         |                                         |                                         |                                         |
| Bras court                                                 |                                         |                                         |                                         |                                         |                                         |
|                                                            |                                         |                                         | p11                                     |                                         |                                         |
|                                                            |                                         |                                         |                                         |                                         |                                         |
|                                                            |                                         |                                         | p12                                     |                                         |                                         |
|                                                            |                                         |                                         |                                         |                                         |                                         |
| Galactosémie                                               | Récessive                               |                                         | p13                                     |                                         |                                         |
| Neutropénie congénitale sévère                             | Dominante                               |                                         | p13                                     |                                         |                                         |
| Neutropénie cyclique                                       | Dominante                               |                                         | p13                                     |                                         |                                         |
|                                                            |                                         |                                         | p21                                     |                                         |                                         |
|                                                            |                                         |                                         |                                         |                                         |                                         |
|                                                            |                                         |                                         |                                         |                                         |                                         |
|                                                            |                                         |                                         |                                         |                                         |                                         |
|                                                            |                                         |                                         |                                         |                                         |                                         |
| Encéphalopathie glycinique                                 | Récessive                               |                                         | p22                                     |                                         |                                         |
|                                                            |                                         |                                         |                                         |                                         |                                         |
|                                                            |                                         |                                         |                                         |                                         |                                         |
|                                                            |                                         |                                         |                                         |                                         |                                         |
|                                                            |                                         |                                         | p23                                     |                                         |                                         |
|                                                            |                                         |                                         |                                         |                                         |                                         |
|                                                            |                                         |                                         |                                         |                                         |                                         |
|                                                            |                                         |                                         |                                         |                                         |                                         |
| Maladie de vaquez                                          | Dominante                               |                                         | p24                                     |                                         |                                         |
|                                                            |                                         |                                         |                                         |                                         |                                         |
|                                                            |                                         |                                         |                                         |                                         |                                         |

## Sources
- (en) Ensemble Genome Browser
- (en) Online Mendelian Inheritance in Man, OMIM (TM). Johns Hopkins University, Baltimore, MD.